# Gary Rosenquist
Gary Rosenquist ist ein US-amerikanischer Amateurfotograf, der 1980 mit seinen Aufnahmen vom Ausbruch des Mount St. Helens internationale Bekanntheit erlangte. Gemeinsam mit einigen Kameraden campierte er am 18. Mai auf dem Zeltplatz Bear Meadows, etwa 18 Kilometer nordöstlich des Berges in der gefährdeten Zone und hatte bereits mehrere Aufnahmen von diesem angefertigt. Um 8:32 Uhr erschütterte ein Erdbeben der Stärke 5,1 auf der Richterskala den Vulkan und die Nordflanke begann abzurutschen. Ab diesem Zeitpunkt schoss Rosenquist innerhalb von knapp 40 Sekunden dutzende Fotos in schneller Reihenfolge und dokumentierte so den Ablauf des Bergrutsches und der beginnenden lateralen Eruption. Anschließend floh Rosenquist mit seinen Freunden durch den Ascheregen im Auto gen Norden. Er gab später an, die Eruption von seinem Standpunkt akustisch nicht wahrgenommen zu haben.

„Der Anblick (...) war so überwältigend, dass mir schwindelig wurde und ich mich abwenden musste, um das Gleichgewicht zu halten.“

Rosenquists Fotoserie wurde in der Folge sowohl von den Medien als auch in wissenschaftlichen Kreisen vielfach zusammengeschnitten. Auf Grund der sehr vielen Einzelbilder entsteht der Eindruck einer tatsächlichen fließenden Filmaufnahme. Vulkanologen bedienten sich dieses Filmes zur Analyse der Ereignisse am 18. Mai 1980. Zudem ist er sowohl im 1981 von Ernest Pintoff gedrehten Film St. Helens als auch in The Eruption of Mount St. Helens! und The Building of the Earth, der ersten Folge von David Attenboroughs BBC-Naturdokumentarfilmreihe The Living Planet aus dem Jahre 1984 eingearbeitet. 1990 spielte Rosenquist sich selbst im Fernsehdokumentationsfilm Up from the Ashes und übernahm ein Jahr später in George Caseys Kurzfilm Ring of Fire eine Sprechrolle ebenfalls als er selbst.